# Josef Sedláček (1934)
Josef Sedláček (* 15. června 1934 Úpice) je bývalý český fotbalový útočník.

## Fotbalová kariéra
V československé lize hrál za Spartak Praha Stalingrad (dobový název Bohemians) a Spartak Praha Sokolovo (dobový název Sparty). Nastoupil ve 27 ligových utkáních a dal 4 ligové góly. Do Vršovic přišel z Jiskry Úpice, v níž v 60. letech uzavřel hráčskou kariéru.

## Ligová bilance
| Ročník             | Zápasy | Góly | Minuty | Klub                     |
| ------------------ | ------ | ---- | ------ | ------------------------ |
| I. liga 1959/60    | 21     | 4    | 1 718  | Spartak Praha Stalingrad |
| I. liga 1960/61    | 5      | 0    | 316    | Spartak Praha Stalingrad |
| I. liga 1961/62    | 1      | 0    | 90     | Spartak Praha Sokolovo   |
| CELKEM I. ČS. LIGA | 27     | 4    | 2 124  |                          |